# La spada del destino
La spada del destino (Miecz przeznaczenia) è una raccolta di sei racconti scritta dallo scrittore polacco Andrzej Sapkowski. Venne pubblicata per la prima volta nel 1992, e benché sia stato il primo libro sulla Saga di Geralt di Rivia, nella cronologia interna della saga si colloca dopo gli eventi narrati ne Il guardiano degli innocenti. A differenza di quest'ultimo si riscontra l'assenza di una cornice narrativa che leghi tra loro le varie storie dell'antologia.

## Trama

### Il limite del possibile
Lo strigo Geralt questa volta si trova nel nord, in un villaggio nelle campagne di Holopole, intento ad eliminare un basilisco che si è rintanato in un vicino complesso di rovine. Un cavaliere chiamato Borch "Tre Taccole", insieme a due guerriere Zerrikaniane, Tea e Vea, impediscono ad un gruppo di avidi abitanti di impossessarsi degli effetti personali dello strigo, che sembra aver avuto la peggio nel combattimento con il mostro. Purtroppo per loro, poco dopo, lo stesso Geralt riemerge dall'oscurità della catacomba, sano e salvo e con la carcassa del basilisco in spalla; immediatamente gli ultimi propositi malandrini svaniscono negli abitanti, che si affrettano invece ad elargire il giusto compenso allo strigo. A questo punto, Borch offre cena e compagnia al guerriero, che accetta di buon grado, apprezzando i modi cortesi del suo benefattore. I quattro trascorrono un piacevole ristoro insieme, parlando principalmente di draghi.
Il giorno dopo, Geralt, Borch e le Zerrikaniane partono alla volta del Regno di Caingorn; nei pressi di un ponte sul fiume Braa vengono però fermati da una compagnia di soldati a cui è stato ordinato, da Re Niedamir in persona, di impedire il transito a qualunque viaggiatore sprovvisto di lasciapassare. Con sua sorpresa, Geralt, trova tra i viaggiatori bloccati anche il suo amico Ranuncolo, che gli racconta il motivo alla base della chiusura della frontiera: un drago verde ha recentemente attaccato Holopole e re Niedamir ha deciso di dargli la caccia organizzando una spedizione verso le Montagne dei Gheppi, dove la creatura ha costruito la sua tana; il sovrano non è interessato al tesoro della bestia, quanto piuttosto alla sua eliminazione che gli consentirà di realizzare una profezia del Principato di Malleore che gli permetterà in questo modo di sposare la principessa e annettere, senza colpo ferire, il piccolo reame a Caingorn. Ranuncolo aggiunge che alla corte di Niedamir si sono già presentati gli Irriducibili di Crinfrid, la banda di nani di Yarpen Zigrin, il nobile cavaliere Eyck di Denesle e la maga Yennefer. Quando Geralt sente nominare il nome della maga, decide di unirsi alla spedizione e tenta subito di corrompere il capitano del posto di guardia, invano. Anche Borch decide di unirsi al gruppo, incuriosito da quello che sta per accadere, e ad essi si aggiunge anche il mago Dorregaray, che vuole invece persuadere il re ad abbandonare i suoi propositi e a lasciar in pace il drago; sarà grazie a quest'ultimo che  soldati del blocco si decideranno a lasciarli procedere nel loro cammino. Ben presto la banda si unisce agli uomini di Niedamir e raggiungono, con non poca difficoltà, la catena montuosa; Yennefer per tutto il viaggio tratterà freddamente lo strigo, dicendo che le è impossibile perdonarlo. In una gola, la compagnia avvista un meraviglioso Drago d'oro: la natura della creatura cambia tutti i piani e immediatamente i cacciatori discutono animatamente, per stabilire come spartirsi il bottino. Il drago tuttavia sembra non avere affatto intenzione di soccombere: con stupore di tutti i presenti, la creatura li contatta telepaticamente, presentandosi come Villentretenmerth, e li sfida in un onesto duello. Subito il cavaliere Eyck si propone come primo sfidante e parte alla carica: il drago lo sconfigge e lo ferisce in modo da non poter più combattere. A questo punto, Yennefer supplica Geralt di uccidere la creatura per lei, in cambio del suo perdono; a quanto pare la portentosa cura che potrebbe guarirla dall'infertilità prevede come ingredienti alcuni elementi estratti dal corpo di un drago. Ad ogni modo lo strigo rifiuta. Il secondo sfidante tarda ad arrivare: gli Irriducibili infatti vogliono rinegoziare l'accordo con Re Niedamir, che però decide invece di abbandonare l'impresa: Malleore verrà conquistato per vie più "tradizionali". Senza più l'autorità del sovrano a mitigare gli animi, i cacciatori intraprendono una rissa: Dorregary cerca di fermare gli Irriducibili e la banda di Yarpen, ma viene ostacolato da Yennefer che ha intenzione di attaccare il drago da sola; i guerrieri però si rivoltano contro la maga, e la immobilizzano insieme a Geralt, Ranuncolo e Dorregary. Senza più ostacoli, gli Irriducibili e la banda di Yarpen si avventano contro il drago ma vengono impietosamente sconfitti e costretti alla fuga. Ma lo scontro è tutt'altro che finito: nella valle arriva la milizia di Holopole, che forte della sua superiorità numerica e dell'uso di reti d'acciaio riesce a mettere in difficoltà Villentretenmerth.
Yennefer decide di intervenire e chiede a Geralt liberare le sue caviglie dalle funi, usando il Segno Igni. Geralt obbedisce e la maga usa i suoi piedi per lanciare incantesimi trasformanti contro i soldati di Holopole. L'arrivo di Tea e Vea sul campo di battaglia fa volgere le sorti dello scontro in favore del drago, che viene così liberato.
Il drago d'oro, sotto gli occhi stupiti dei presenti si trasforma e assume le sembianze di un uomo: è Borch Tre Taccole!
Borch ringrazia Geralt e Yennefer per il loro aiuto e poi si accinge a prevedere il loro futuro: secondo il drago, essi sono fatti l'uno per l'altra, ma dalla loro relazione non nascerà un figlio, mentre solo Geralt in futuro riceverà un dono analogo. Borch aggiunge, rivolto a Yennefer, che non è in grado di curarle l'infertilità: anche i poteri di un drago hanno un limite.
Detto questo, Borch riassume la sua forma di drago e si dilegua dalla vallata insieme ad un cucciolo di drago e alle due guerriere Tea e Vea.

### Una scheggia di ghiaccio
Il racconto ha inizio con lo strigo intento a scovare uno Zeugl che ha nidificato nella discarica della città di Aedd Gynvael. Sbarazzatosi della creatura, Geralt torna alla sua locanda, dove nelle sue stanza lo aspetta la maga Yennefer; i due si sono riappacificati e hanno deciso di tornare a convivere insieme. I due sono in città da soli tre giorni, ma lo strigo è già al limite della sua sopportazione: detesta Aedd Gynvael e chiede a Yennefer di partire il giorno seguente, ma la donna rifiuta perché ha ancora delle commissioni da fare in città.
Il giorno dopo lo strigo si reca dal borgomastro Herbolth per intascare la ricompensa. Durante il colloquio, il politico lascia intendere che Yennefer sia molto legata ad Istredd, il mago della città, al quale fa spesso visita. Le sue parole vanno a segno perché Geralt decide di verificare i fatti e di andare a fare una chiacchierata con lo stregone.
Istredd accetta di conferire con lo strigo e gli dice che la sua storia con Yennefer dura da molti anni, sebbene sia stata abbastanza superficiale. Da tempo però il mago aveva cambiato idea e desiderava sposarla e vivere con lei per sempre; così quando Yennefer era tornata in città non aveva esitato a farle la sua proposta, su cui però ella ancora non aveva fornito una risposta. Istredd aggiunge che Geralt è solo una fonte di divertimento per la maga, così come lo erano stati altri presunti amanti prima di lui, e per questo motivo, lo stregone gli chiede di farsi da parte e di evitare di interferire tra lui e Yennefer. Al rifiuto dello strigo, Istredd propone che la questione venga risolta con un duello. Subito dopo, Geralt torna alla locanda per chiedere spiegazioni alla maga: Yennefer non cerca di negare nulla e conferma allo strigo la sua indecisione nel scegliere con chi legarsi.
Il mattino dopo il guerriero giunge nella piazzetta dove i due pretendenti avevano fissato lo scontro; Istredd è già li, e lo attende brandendo una semplice spada e rinunciando all'uso della magia. Il mago asserisce di aver ricevuto una lettera da Yennefer, nella quale ella annuncia la sua partenza per evitare inutili spargimenti di sangue. Geralt decide quindi di lasciar perdere il duello, e  dice addio a Istredd, correndo verso la locanda per leggere il messaggio che la maga ha spedito anche a lui.

### Il fuoco eterno
Una volta tanto Geralt non è a caccia di mostri: si trova infatti a Novigrad, la città più grande del mondo, per fare acquisti. In un quartiere della città assiste al litigio tra Ranuncolo e la sua ultima fiamma, indispettita per il comportamento lascivo del poeta, e successivamente i due amici decidono di recarsi alla vicina locanda per scambiare due chiacchiere. Il proprietario si rifiuta di far credito al bardo, ma per sua fortuna egli riesce a scorgere in un'alcova una sua vecchia conoscenza: Dainty Biberveldt, un mercante mezzuomo molto generoso. Mentre lo avvicina nella speranza di rimediare un pasto, nel locale fa il suo ingresso un altro mezzuomo, dall'aspetto trasandato: si tratta di un altro Dainty Biberveldt! 
Il nuovo arrivato accusa l'altro di essere un impostore e un ladro: mentre la sua carovana si avvicinava a Novigrad era stato aggredito, tramortito, e abbandonato nella foresta. Geralt, capisce immediatamente cosa sta accadendo e cattura con la sua catena d'argento il falso Biberveldt: il mezzuomo si trasforma in pochi secondi in un mostro informe, un mimik. La creatura afferma di chiamarsi Tellico Lunngrevink Letorte, per gli amici Dudu, e supplica lo strigo di non consegnarlo nelle mani della Chiesa del Fuoco Eterno, che lo ucciderebbe in un modo orribile. Alle pressanti domande di Biberveldt, sul destino della sua merce, il mimik rivela di aver venduto tutto e di aver investito il denaro in altre merci. Mentre Dainty lamenta di essere rovinato, arrivano nella locanda nuovi avventori e il proprietario, per evitare di attirare spiacevoli attenzioni, costringe lo strigo ad autorizzare il mimik a riassumere le sembianze del mezzuomo. Poco dopo, Dudu approfitterà di un momento di distrazione dei suoi carcerieri per tagliare la corda, ma i guai erano appena cominciati. Infatti le autorità di Novigrad, chiedono a Dainty il pagamento delle tasse per le transazioni commerciali operate dall'impostore e come se non bastasse, i tre vengono avvicinati da Chapelle, un esponente di spicco del culto del Fuoco Eterno che ordina loro di lasciare la città al più presto. Udendo delle imprese mercantili dell'impostore, Dainty decide di rivolgersi al suo vecchio amico banchiere Vimme Vivaldi. Qui, non solo i tre assistono ad un affare eccezionale compiuto dal mimik, che ha reso il mezzuomo una creatura straordinariamente ricca, ma riescono anche a scoprire che al momento si trova al bazar. Dopo un breve inseguimento, lo strigo riesce a catturare l'essere: questi gli spiega che un tempo il suo popolo dominava le terre di Novigrad ma che in seguito gli umani li avevano sterminati e costretti a nascondersi nei boschi. Dudu era stanco di quella vita, e voleva vivere tra la gente, nella civiltà. Persuaso dal suo racconto, lo strigo lo lascia andare ma ben presto se ne pente: nota infatti, tra la folla, Chappelle e i suoi uomini.
Il prelato ordina alla folla di disperdersi, poi si avvicina a Dudu e gli suggerisce di assumere le sembianze di Dainty: per gli umani i mezzuomini si somigliano tutti. D'ora in poi, Dudu sarà per tutti il cugino di Dainty Biberveldt. Quindi Chappelle rivela allo strigo di essere a sua volta un mimik: il vero Chappelle era un uomo crudele ma era morto di apoplessia diversi anni prima. La creatura, sotto le spoglie del prelato, aveva cambiato la sua triste reputazione e la gente aveva supposto che la malattia avesse impaurito l'inquisitore al punto da redimerlo. 
Conclusa per il meglio la vicenda, il gruppo decide di far visita ad uno dei migliori bordelli della città.

### Un piccolo sacrificio
La storia inizia con Geralt nell'inedita veste di traduttore. Infatti il signore di Bremervoord, il principe Agloval, si è innamorato della sirena Sh'eenaz, e dopo un lungo corteggiamento sugli scogli ha deciso di sposarla. Tuttavia la questione non è semplice come sembra: il principe vorrebbe che la sirena rinunciasse alla sua pinna in favore di un paio di gambe, mentre Sh'eenaz vorrebbe l'esatto opposto dal suo amato; siccome nessuno dei due è disposto a fare un piccolo sacrificio per l'altro, la situazione entra in una fase di stallo. Nonostante i servigi resi, Agloval si rifiuta di pagare lo strigo, in quanto nonostante la sua mediazione non si è riusciti a raggiungere lo scopo prefissato. Geralt e Ranuncolo si trovano così al verde in una terra straniera ma ben presto ai due si para davanti l'occasione per racimolare vitto e alloggio: un cittadino del posto, riconosciuto Ranuncolo, gli propone di venire a suonare alla festa di fidanzamento di suo figlio. Sebbene sdegnato, Ranuncolo è costretto ad accettare l'offerta di lavoro; durante i festeggiamenti, Geralt fa la conoscenza di "Occhietto", una vecchia amica di Ranuncolo, nonché suo rivale nell'arte poetica, e alla fine tra i due nasce un'attrazione. Successivamente fa il suo ingresso nel banchetto, Agloval in persona che conferisce in privato con lo strigo: di recente gli equipaggi di alcune imbarcazioni dei cercatori di perle sono stati massacrati poco al largo delle Zanne di Drago, un gruppo di scogli, da qualche sorta di mostro marino. I naviganti hanno ovviamente paura e si rifiutano di prendere il mare, ma la loro serrata mette in ginocchio la principale fonte di reddito del paese (e quindi del principe). Geralt accetta l'incarico e l'indomani, durante la bassa marea, si reca alla scogliera per un sopralluogo  insieme all'amico poeta; nei pressi di una misteriosa scala che conduce dritto in un abisso marino, che Ranuncolo suppone che sia l'ingresso per la mitica città di Ys, i due si scontrano con un gruppo di aggressivi uomini-pesce. Messi alle strette dall'orda di creature, lo strigo ed il bardo vengono salvati dal provvidenziale intervento della sirena Sh'eenaz, che suonando un corno-conchiglia riesce a far ritirare gli aggressori.
Il giorno dopo, Geralt, Ranuncolo ed Occhietto riferiscono i fatti ad Agloval, consigliandogli anche di non invadere mai più il territorio degli uomini-pesce. Per tutta risposta il principe s'infuria notevolmente quando ode che lo strigo non è riuscito a sgominare i mostri, e si rifiuta ancora una volta di pagarlo. In quel momento però fa il suo ingresso nella sala la sirena Sh'enaaz, sfoggiando delle bellissime gambe umane: la sirena ha deciso che il suo amore vale un piccolo sacrificio.
Il trio lascia il principato e l'infatuazione tra Geralt e Occhietto si spegne: troppo forti sono i sentimenti che lo strigo prova per Yennefer.
Lo strigo e la poetessa non si rivedranno mai più: Occhietto morirà quattro anni dopo di vaiolo a Wyzima e verrà sepolta in un bosco da Ranuncolo insieme al suo liuto e alla perla azzurra donatale da Geralt.

### La spada del destino
Lo strigo è partito alla volta di Brokilòn, la patria delle Driadi, per consegnare alla loro regina un messaggio diplomatico da parte di Re Venzlav di Brugge. Ai confini dell'antica foresta Geralt s'imbatte prima di un cadavere e poi nel dolorante Barone Freixenet, un suo vecchio amico, ferito da una delle frecce delle driadi: queste creature non amano gli umani e non permettono a nessun estraneo di mettere piede nei loro territori.
Non appena si avvicina al nobile per prestare aiuto, il guerriero viene circondato proprio dalle driadi, che però non gli fanno alcun male: Geralt è una loro vecchia conoscenza ed è conosciuto, e rispettato, tra di loro come Gwynbleidd, il Lupo Bianco. Lo strigo riesce a convincere le creature a lasciarlo arrivare a parlamentare con la loro sovrana ed a non dare il colpo di grazia a Freixenet. Le driadi assecondano le sue richieste ma insistono per assegnargli una guida, la giovane Braenn, che lo conduca fino alla loro città segreta, Duén Canell. Braenn non è una vera driade ma piuttosto un'umana abbandonata dalla sua famiglia, anni or sono, al limitare della foresta e addestrata dalle driadi per difendere e servire la loro patria.
Durante il cammino, Geralt e Braenn salvano una bambina dalle fauci di un verme gigante; la ragazzina dice di chiamarsi Ciri e di essere una principessa, nipote di una potente regina. Geralt capisce che la piccola doveva essere sotto la protezione di Freixenet, e alla domanda di cosa ci facesse nella foresta, Ciri risponde che era fuggita dal palazzo di re Ervyll di Verden, dove era stata portata, contro la sua volontà, per sposare il principe Kistrin. Mentre Geralt nota un qualcosa di familiare nel volto della ragazzina, Ciri conclude dicendo in modo sibillino che il suo destino  già deciso, ma che è un segreto.
Il trio arriva infine a Duén Canell, il cuore del dominio delle Driadi; qui si ricongiungono con Freixenet che rivela loro che  stato scelta da quelle creature come riproduttore: le driadi sono infatti tutte di sesso femminile e per moltiplicarsi hanno bisogno di utilizzare maschi umani ed elfi. Nella capanna fa il suo ingresso Eithné, la Regina di Brokilòn e Geralt può così completare il suo incarico di ambasciatore; con sua sorpresa la driade però  già a conoscenza del contenuto del messaggio di Re Vezlav, e ordina allo strigo di riferire al monarca che lei non ha alcuna intenzione di cedere Brokilon agli umani. Infine la sovrana aggiunge che ha deciso di trasformare Ciri in una di loro, ma Geralt la sconsiglia di azzardare una simile impresa, in quanto la bambina è di sangue reale.
Nonostante il rifiuto di Ciri a diventare una driade, Eithné procede con il rituale e le fa bere una coppa dell'Acqua di Brokilon, una pozione che cancellerà la memoria alla bambina. Prima che Ciri ingurgiti la miscela, lo strigo ha modo di leggere sulla coppa, portata da Braenn, una frase dell'Antica Lingua: La spada del destino ha due lame. Una sei tu; Ciri beve l'acqua magica e viene sottoposta ad una scelta dalla regina delle driadi: restare a Brokilon o andarsene. La bambina risponde che vuole seguire il suo destino e così Eithné si arrende e le permette di abbandonare la foresta al fianco di Geralt. Lo strigo suppone che la cerimonia sia stata tutta una messinscena architetta dalla driade e così, in modo incauto, beve dalla coppa: la sua teoria si rivela sbagliata e sebbene, per la sua natura di mutante, non perde la memoria, ha in compenso una serie di visioni che gli permettono finalmente di scoprire la vera identità della bambina. Ella è Cirilla, la bambina sorpresa a lui destinata, nipote di Calanthe, Regina di Cintra
Il giorno dopo, al confine della foresta, Geralt e Ciri s'imbattono in una banda di predoni alla ricerca di Ciri e del suo nobile accompagnatore. Le driadi intervengono in loro aiuto e massacrano senza pietà gli aggressori, permettendo allo strigo di ricongiungersi con il druido Saccoditopo, un vecchio amico di Geralt. Lo stregone si occuperà di riportare la bambina nelle braccia di Calanthe, ma prima di salutarsi, lo mette in guardia sull'inevitabilità del destino. Geralt ignora il monito del druido e parte da solo verso una nuova avventura.

### Qualcosa di più
Il sole sta tramontando su una vallata di Temeria e il mercante Yurga lotta per la sua sopravvivenza; il suo carro, sul quale si trova il risultato di anni di duro lavoro, si è incastrato tra le assi di un vecchio ponte. I suoi aiutanti si sono dati alla fuga, consci delle orribili storie che si narrano sulla valle. Quando tutto sembra perduto, un cavaliere giunge sul posto ed incita Yurga a lasciare i suoi beni e mettersi in salvo, ma il mercante rifiuta categoricamente ed in preda alla disperazione promette al viandante "tutto quello che desidera" in cambio del suo aiuto. Il cavaliere, che altri non è che Geralt, accetta e dice a Yurga: Mi darai ciò che troverai a casa al tuo ritorno, e che non ti aspetti.
Suggellato l'accordo, lo strigo si prepara alla battaglia con i suoi portentosi elisir e non appena calano le tenebre, un'orda di orribili bestie sciama contro di lui. Il guerriero, sebbene riesca ad avere la meglio, rimane gravemente ferito; Yurga gli presta subito soccorso, issandolo sul carro e partendo al galoppo verso il centro abitato più vicino, per farlo curare da un medico o da un mago. Prima che perda conoscenza, Geralt riesce a somministrarsi una pozione che lo fa cadere in una sorta di trance,  rallentando così le sue funzioni vitali. In questo stato, lo strigo sogna l'ultimo incontro avuto con Yennefer durante la festa del Re di Maggio di Belleteyn: i due amanti parlano di loro, di ciò che  stato e di ciò che non sarà mai, finché la maga non incita Geralt ad adempiere ai suoi doveri nei confronti di Ciri, perché tempi orribili stanno per arrivare. 
Geralt si risveglia e viene informato da Yurga che hanno attraversato il confine e che ora si trovano nei Boschi di Alchechengi, nel Regno di Sodden; il doganiere durante l'ispezione al carro lo ha riconosciuto e ha promesso di inviare aiuti. Detto ciò, Geralt sprofonda di nuovo in un sonno profondo e sogna del suo secondo viaggio a Cintra, sei anni dopo la nascita del figlio di Pavetta e Duny e che Geralt, secondo gli accordi, deve addestrare affinché diventi uno strigo. Il guerriero andò a parlare con Calanthe, e dopo una lunga discussione avuta con quest'ultima sul destino e sulla legge della sorpresa, decide di rinunciare al bambino.
Geralt si sveglia di nuovo e al suo capezzale, intento a medicarlo, c'è una maga: Visenna, sua madre. Lo strigo, fin da quando era un ragazzo aveva desiderato conoscerla, ma non per amore o curiosità; egli desiderava solo gustare la sua espressione smarrita nel vedere i suoi occhi da serpente, gli occhi donatigli anni or sono dai suoi fratelli strighi.
Arrivato al suo cospetto però Geralt perde la sua spavalderia e vorrebbe solo parlare con lei...ma il destino è beffardo perché è troppo debole per intrattenere una conversazione. Il giorno dopo, Visenna, così come era venuta, sparì.
Il viaggio prosegue nonostante Geralt non sia ancora al massimo delle forma e risenta ancora della ferita. Arrivati nei pressi di Colle Sodden, il luogo dove un anno prima le armate dell'Impero di Nilfgaard furono respinte, lo strigo decide di rendere omaggio alla stele lasciata in memoria dei quattordici maghi caduti durante la battaglia; tra i nomi ce ne sono alcuni a lui sconosciuti, altri gli sono familiari ma non ha il coraggio di vedere l'ultimo perché teme di vedere inciso il nome di Yennefer di Vengerberg. Geralt ha quindi un'altra visione; vede una ragazza, che riconosce subito come colei che lo segue sin dall'inizio delle sue avventure: la morte. Geralt le chiede di farla finita qui, ma ella risponde che verrà anche il suo turno ma che di certo non sarà oggi. Finalmente i due arrivano sulle sponde del fiume Jaruga e Geralt si addormenta nuovamente, facendo un nuovo sogno. Nella sua visione, una grande folla di soldati e contadini si accalcavano nei pressi dei pochi traghetti disponibili, nella speranza di prenderne uno e fuggire a Sodden Inferiore. Nella baraonda generale, lo strigo vede il suo amico Ranuncolo che gli spiega il motivo di tutto questo caos: il regno di Cintra, è stato invaso dalle truppe di Nilfgaard, e la Regina, insieme ai nobili della corte, ha preferito il suicidio alla resa incondizionata. Geralt è sconvolto: la morte ha ghermito Ciri e lui ha mancato il suo appuntamento con il destino.
Infine, Yurga e lo strigo arrivano alla dimora del mercante. La moglie dell'uomo è felice di rivederlo sano e salvo e gli comunica una splendida notizia: durante la sua assenza ha adottato una piccola orfanella portata dai Druidi. Yurga è sorpreso e mentre riflette sulla promessa fatta allo strigo, una vocina evoca il nome di Geralt: la bambina presa dalla moglie del mercante non è altri che Ciri! La piccola piange e mentre lo abbraccia, lo supplica di non lasciarla mai più sola.

## Edizioni
- Andrzej Sapkowski, La spada del destino, traduzione di Raffaella Belletti, Editrice Nord, 2011,  p. 438, ISBN 978-88-429-1664-2.